# Disney's Magical Quest 3 starring Mickey and Donald
Disney's Magical Quest 3 starring Mickey and Donald (Mickey to Donald - Magical Adventure 3 au Japon) est un jeu vidéo de plate-forme et d'action sorti au Japon en 1995 sur Super Famicom. Il fut réédité en 2004 sur Game Boy Advance. C'est le troisième épisode de la série The Magical Quest. Le jeu a été développé et édité par Capcom. Seule la version Game Boy Advance est sortie en occident.

## Synopsis
Alors que  Donald Duck est en colère contre ses neveux Riri, Fifi et Loulou, ceux-ci se font capturer par un livre magique sous le contrôle de Pat Hibulaire. Mickey et Donald partent à leur recherche et affronter encore une fois Pat Hibulaire .

## Système de jeu
Le  jeu est composé de 6 niveaux de plates-formes en 2D classique, avec des graphismes réussis fidèles à la série. 
L'action se déroule dans une ville médiévale, une forêt, la montagne, sous la mer, etc.
Comme pour les opus précédents des costumes sont à acquérir au cours des niveaux: une armure de chevalier permettant de frapper, un costume de bûcheron permettant de grimper, et un costume de magicien permettant de lancer des sorts. Le jeu a cependant été critiqué pour son manque d'innovation.

## Personnages
- Mickey Mouse (personnage jouable)
- Donald Duck (personnage jouable)
- Riri, Fifi et Loulou ( à retrouver)
- Pat Hibulaire (il fait office de dernier boss)

## La série
- The Magical Quest starring Mickey Mouse avec Mickey
- The Great Circus Mystery starring Mickey and Minnie Mouse (1994) avec Mickey et Minnie
- Disney's Magical Quest 3 starring Mickey and Donald (1995) avec Mickey et Donald